# 軟刺鱥
軟刺鱥（學名：Lepidomeda mollispinis）為輻鰭魚綱鯉形目雅羅魚科的其中一種，被IUCN列為易危保育類動物，分布於北美洲美國猶他州、內華達州和亞利桑那州的維京河流域，主要特徵為側線鱗片77-91枚，臀鰭有9條鰭條，咽齒2,5-4,2，圓形的鼻子，大端口，雄魚臀鰭和胸鰭、腹鰭基部、鰓蓋上緣呈橙紅色，鰓蓋上有黑色斑點，體長可達15公分，棲息於沙時底質、快速且通常清澈之小溪與水塘，屬雜食性。  